# Horodnià
Horodnià (en ucraïnès: Городня [ɦorɔˈdnʲɐ]) és una ciutat del raion de Txerníhiv, província de Txerníhiv d'Ucraïna. Té l'estatus de ciutat des del 1957. Horodnià acull l'administració de la hromada urbana d'Horodnià, una de les hromadas d'Ucraïna.
Població: 11.710 (2021).

## Geografia
Horodnià es troba als dos marges del riu Txibriz.

## Història
Per primera vegada, Horodnià va ser esmentada a la literatura històrica a principis del segle XVII. Hi ha diferents idees sobre l'origen del seu nom. L'orgull dels ciutadans són els tres canons regalats per Pere I per l'heroisme del poble d'Horodnià durant la invasió sueca el 1709.
Fins al 18 de juliol de 2020, Horodnià va ser el centre administratiu del Raion d'Horodnià. El raion va ser abolit el juliol del 2020 com a part de la reforma administrativa d'Ucraïna, que va reduir el nombre de raions de l'óblast de Txerníhiv a cinc. L'àrea del Raion Horodnià es va fusionar amb el Raion de Txerníhiv.
Horodnià va ser ocupada per les forces russes durant la guerra russo-ucraïnesa en curs. Es va informar que les forces russes havien abandonat la ciutat l'1 d'abril de 2022.

## Educació
La ciutat té dues escoles secundàries, dos internats, una escola de música i una escola esportiva. 

## Persones notables
Moltes persones famoses van néixer, van viure i van estudiar a Horodnià. Entre ells hi ha els poetes Vasil Txumak, Abram Katsnelson, Petró Pinitsia, l'etnògraf Stepan Nis, Micola Volkovitx, metge i professor; i el polític i heroi d'Ucraïna Levko Lukianenko. El polític i primer ministre d'Ucraïna Oleksi Hontxaruk va créixer i va acabar l'escola a Horodnià. 